# الرسومات الصخرية بالضبطية
تقع رسومات الضبطية بحوالي 10كم جنوب مدينة حنيذ، على الجهة أحد سفوح الجبال في منطقة آبار مياه، والموقع عبارة عن شريط جداري يحتوي على مجموعة من الرسوم لأشكال بشرية وحيوانية ووسوم ومخربشات تعود لعدة فترات زمنية حسب شدة غطاء العتق، ويبدو أن الفنانين قد قاموا بتنفيذ رسومهم على هذه الواجهة لإظهار الفروسية وبراعة القتال والصيد.

## رسومات الموقع
| الصورة | النقش                  | الوصف | المصدر      |
| ------ | ---------------------- | --- | ----------- |
|        | نقش فارس بشعر طويل     | فارس بشعر طويل ممسكاً بيده رمحا طويل وبالأخرى لجام الفرس، وهما بحركة هجومية اندفاعية (أسلوب تخطيطي تجريدي)، ويلاحظ أسلوب الفنان لرسم ذيل الفرس المقوس للأعلى وبه خصلات الشعر الريشية،وبجانب هذا الفارس وسم قد يدل على وسم قبيلة الفنان أو الفارس. | هيئة التراث |
|        | فارس ملامحه ليست واضحة | جسم الفرس بحركة انسيابية رشيقة وبرأس ليس واضح الملامح والذيل مقوس للأعلى (اسلوب تخطيطي تجريدي). | هيئة التراث |
|        | فارس ممسكك بسيف        | فارس ممسكا بسيف مقوس بيد ولجام الفرس بيده الأخرى والساقين متدلية نحو الأسفل، وذيل الفرس مقوس للأعلى (أسلوب تخطيطي تجريدي) | هيئة التراث |
|        | مشهد كأنه لصيد         | مشهد كأنه لصيد الجمل كما هو مصور بالرسم، وهو عبارة عن فارس ممسك برمح وممسكا بيده الأخرى بالفرس من شعر الرقبة ،الساقين متدلية نحو الأسفل والفارس متوجها نحو الجمل. الفرس بأربعة أرجل ورقبة بشعر، وذيل الفرس مقوس للأعلى وبه خصلات الشعر ، أما الجمل فهو بسنام كبير وذيل مرفوع نحو الأعلى ومن ثم أضيف عليه التقويس وشعر الذيل لاحقا ، وبجانب الجمل وسم، كما أنه قد تشارك امرأة بلا سلاح في عملية الصيد هذه، وهى في حالة الوقوف على أرجلها وبذراعين مفتوحين على جانبيها للأعلى ووضوح أصابع الكفين والشعر الطويل على الرأس والرقبة طويلة وبجانبها وسم قد يكون وسم للقبلية. | هيئة التراث |
|        | فارس ممسك رمح          | فارس ممسك رمحا طويل بيد واليد الأخرى ممسكا بلجام الفرس أو برقبته، وذيل الفرس مقوس للأعلى | هيئة التراث |
|        | مشهد فارس              | فارس ممسكا ًبرمح بيده وبيده الأخرى ممسكا بفرسه ، رجلي الفارس متدلية نحو الأسفل والفرس بأربعة أرجل وبذيل مقوس للأعلى به خصلات الشعر الواضحة | هيئة التراث |
|        | جمل                    | حيوان الجمل، يوجد عليه هودج أسلوب تخطيطي تجريدي | هيئة التراث |
|        | فارس وطائر نعام        | الفارس ممسكاً برمح بيده، وبالأخرى الفرس بذيل مقوس للأعلى به خصلات الشعر، الفارس وفرسه بحركة مختلفة كما لو أراد بها الفنان أن يبرز وقوف الفرس على الرجلين الخلفيتين قبل أن يقنص هذا الفارس طائر النعام، ولقد رسمت هنا بأسلوب تخطيطي تجريدي وبذيل على شكل الريش. هذه النعامة تعتبر وحيدة في هذا الموقع وأيضا في المواقع الأخرى من هذا التقرير، وذلك ربما لندرتها في الوادي، كما أن المعروف أن النعام العربي في منطقة الجزيرة العربية اصبح نادرا رؤيته في الثلاثينات من هذا القرن                                                                                          | هيئة التراث |
|        | رسوم منوعة             | بعض من الوسوم والمخربشات الصخرية ، كما يوجد وسم على صخرة منفردة في الموقع. | هيئة التراث |